# ヘリツアーズ
ヘリツアーズ（英語: Helitours、シンハラ語: හෙලිටුවර්ස්、タミル語: ஹெலிதுவர்ச்）は、スリランカの航空会社。スリランカ空軍によって運営される国内線運航を行う会社で、機材は空軍で軍用として用いなくなったものを含む。

## 歴史
パディ・メンディス空軍大将によって、1972年より観光業界の需要を満たすために運用が開始された。
1972年末には、マレとの間で運航を行っている。1973年、イースタン航空からコンベア 440を取得、モルディブとの運航をさらに増強した。
1980年代初頭には運航状況に陰りが見え、スリランカ内戦勃発により運航機材が必要となり運航は停止された。
2009年、内戦終結を受けて運航が再開された。内戦中も空軍によりジャフナへの民間航路は維持されたが、これはヘリツアーズによる運航とはみなされていない。

## 就航地
コロンボのラトゥマラナ空港からトリンコマリー空港を経由してジャフナ空港までの往復便を週3回運航する。
また、同じくラトゥマラナ空港からアンパーラ空港を経由してバッティカロア空港までの往復便を週1回運行する。
モルディブへの国際線は休止航路であり、MA60による運航再開が計画されている。
| 就航地         | 国         | IATA | ICAO | 空港                             | 備考       |
| -------------- | ---------- | ---- | ---- | -------------------------------- | ---------- |
| アンパーラ     | スリランカ | GOY  | VCCG | アンパーラ空港                   |            |
| アヌラーダプラ | スリランカ | ACJ  | VCCA | アヌラーダプラ空港               |            |
| バッティカロア | スリランカ | BTC  | VCCB | バッティカロア空港               |            |
| コロンボ       | スリランカ | RML  | VCCC | ラトゥマラナ空港                 | ハブ空港   |
| ハンバントタ   | スリランカ | HRI  | VCRI | マッタラ・ラージャパクサ国際空港 | 準ハブ空港 |
| ジャフナ       | スリランカ | JAF  | VCCJ | ジャフナ空港                     |            |
| キリノッチ     | スリランカ | -    | -    | イラナマドゥ空港                 |            |
| マレ           | モルディブ | MLE  | VRMM | イブラヒム・ナシル国際空港       | 休止中     |
| トリンコマリー | スリランカ | TRR  | VCCT | トリンコマリー空港               |            |
| バブニヤ       | スリランカ | -    | VCCV | バブニヤ空港                     |            |
| ハンバントタ   | スリランカ | WRZ  | VCCW | ウィーラウィラ空港               |            |
| ゴール         | スリランカ | KCT  | VCCK | コガラ空港                       |            |

## 機材
運用機材は、スリランカ航空に次ぐ規模である。

### 過去の機材
| 機種                         | 導入年 | 退役年 | 備考 |
| ---------------------------- | ------ | ------ | ---- |
| セスナ 337                   | -      | -      |      |
| ベル 206                     | -      | -      |      |
| コンベア 440                 | 1973   | 1980   |      |
| デ・ハビランド DH.114 ヘロン | -      | -      |      |
| ダグラス DC-3                | -      | -      |      |